# Karl Christian Heyler

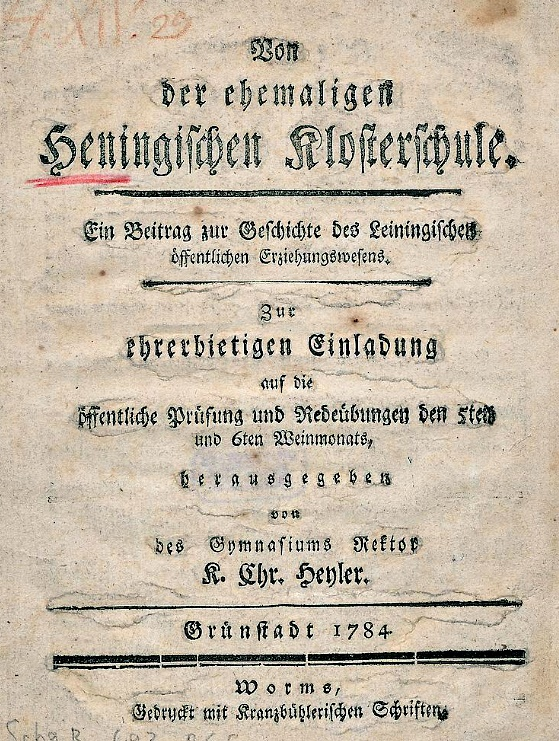
Karl Christian Heyler, Titelblatt Grünstadter Schulgeschichte, 1784

Karl Christian Heyler (* 20. April 1755 in Buchsweiler, Elsass; † 30. November 1823 in Kandel (Pfalz)) war ein deutscher Pädagoge, Altphilologe, Publizist und Fachautor.

## Leben und Wirken
Karl Christian Heyler stammte aus Buchsweiler, damals Hauptstadt der zur Landgrafschaft Hessen-Darmstadt gehörenden Grafschaft Hanau-Lichtenberg. Er war lutherischer Religion, geboren als Sohn des Strumpffärbers Johann Justus Heyler und seiner Ehefrau Anna Margarethe geb. Döck.
Heyler besuchte das Gymnasium in Buchsweiler und studierte ab 1773 an der Justus-Liebig-Universität Gießen, wo er 1779 zum Doktor der Weltweisheit promovierte. Hier lernte er auch Christian Heinrich Schmid und Karl Friedrich Bahrdt kennen. Von 1775 an betätigte sich Heyler als Lehrer der alten Sprachen, der Geographie und Geschichte am Pädagogikum der Stadt. Ab 1777 redigierte und veröffentlichte er die Bände 1–8 des in Gießen erscheinenden „Archivs für die ausübende Erziehungskunst“, einer Fachpublikation für Pädagogen, die 1781 von Johann Friedrich Roos fortgesetzt wurde.

Als der Graf zu Leiningen, infolge des Weggangs von David Christoph Seybold, 1779 einen Direktor für das Gymnasium Grünstadt suchte, empfahl ihm der bekannte Philologe Christian Gottlob Heyne, Karl Christian Heyler auf diesen Posten zu berufen. Er wirkte hier bis 1789 als Schulleiter, erhielt Friedrich Christian Matthiä zum Nachfolger und wechselte in jenem Jahr als Professor an das Gymnasium seiner Heimatstadt Buchsweiler. Über die Grünstadter Zeit berichtet der Lokalhistoriker Johann Georg Lehmann: 

„Seybold, welcher im Jahre 1779 an das Gymnasium zu Buchsweiler im Elsasse abgieng, erhielt zum würdigen Nachfolger den Professor Carl Christian Heyler. Unter demselben wurde, besonders durch seinen lebendigen Vortrag der Geschichte, auch für dieses Studium der Eifer der Jünglinge geweckt. Immer blühender wurde die Schule, immer harmonischer im Innern geordnet, immer umfassender der Lehrplan und zweckmäßiger die Methode, immer größer der Eifer und die Fortschritte der Lernenden. Es war diese Zeit eine der schönsten des Gymnasiums, auch darum, weil die Lehrer durch die innigste Freundschaft verbunden waren, und dieß ein wechselseitiges vertrauliches Besprechen und Berathen veranlaßte, und so erst ein gemeinsames Wirken nach einem Plane, zu einem Zwecke und nach einem Ziele hin möglich machte.“

Im Ersten Koalitionskrieg wurde das Gymnasium Buchsweiler 1793 zerstört und musste schließen. Der Landesherr Ludwig IX. von Hessen-Darmstadt bestellte Karl Christian Heyler daraufhin zum lutherischen Pfarrer des zu seinem Territorium gehörenden Memprechtshofen. 1804 wurde er Pfarrer in Weißenburg und kehrte 1808, als Direktor des Gymnasiums Straßburg und Professor für Alte Literatur, nochmals in den Schuldienst zurück. Von 1810 bis zu seinem Tod fungierte er als Pfarrer im pfälzischen Kandel, wo er ab 1816 auch Distrikt-Schulinspektor war.
Heyler war ab 1777 verheiratet mit der Pfarrerstochter Wilhelmine Florentine Charlotte Mallinckrodt aus Gießen (1753–1817).
Neben der Redaktion und Publikation des „Archivs für die ausübende Erziehungskunst“ verfasste Heyler eine Vielzahl von pädagogischen Fachschriften, unter anderem 1776 in Gießen einen Anhang zu Johann Peter Millers Griechischer Grammatik. 1784 gab er unter dem Titel „Von der ehemaligen Heningischen Klosterschule: Ein Beitrag zur Geschichte des Leiningischen öffentlichen Erziehungswesens“ eine kurze Geschichte des Grünstadter Gymnasiums heraus sowie 1781, im Band 9 des „Archivs für die ausübende Erziehungskunst“ (S. 1–40), eine ausführliche Beschreibung des dortigen Schulbetriebs.